# Reバース for you
『Reバース for you』（リバース フォー ユー）は、ブシロードより発売されているトレーディングカードゲーム。
2020年3月より展開開始し、ゲーム性はヴィクトリースパークを元にしている。

## 主な参加作品
- Reバース
- BanG Dream! ガルパ☆ピコ / BanG Dream! ガルパ☆ピコ 〜大盛り〜 / BanG Dream! ガルパ☆ピコ ふぃーばー！
- 異世界かるてっと
- 東方Project
- 少女☆歌劇 レヴュースタァライト -Re LIVE-
- ご注文はうさぎですか? BLOOM
- ホロライブプロダクション[2]
- D4DJ
- アイドルマスター シンデレラガールズ劇場
- アズールレーン
- 新日本プロレス
- STARDOM
- Fate/Grand Carnival
- 賭博黙示録カイジ
- てっぺんっ!!!!!!!!!!!!!!!
- リコリス・リコイル
- ゆるキャン△
- かぎなど
- この素晴らしい世界に祝福を！
- この素晴らしい世界に爆焔を！
- ぼくたちのリメイク
- Re:ゼロから始める異世界生活
- ゴジラ S.P ＜シンギュラポイント＞
- ひぐらしのなく頃に 業
- SSSS.GRIDMAN
- SSSS.DYNAZENON
- グリッドマン ユニバース
- 転生したらスライムだった件 転スラ日記
- ブルーアーカイブ
- 陰の実力者になりたくて！
- 放置少女〜百花繚乱の萌姫たち〜
- アイドルマスター シンデレラガールズ U149
- アイドルマスターミリオンライブ！
- 君のことが大大大大大好きな100人の彼女
- シャングリラ・フロンティア〜クソゲーハンター、神ゲーに挑まんとす〜
- ぽんのみち
- アイドルマスター シャイニーカラーズ
- ラブライブ！蓮ノ空女学院スクールアイドルクラブ
- 勇気爆発バーンブレイバーン
- 時々ボソッとロシア語でデレる隣のアーリャさん
- しかのこのこのここしたんたん
- あおぎり高校

### 商品展開中止
- 原神[3]

## 登場人物

### 手羽先高等学校

#### Go Go しちゅー's!
東山 有（ひがしやま ゆう）
声 - 西尾夕香
Reバースが好きな元気な女の子。
若宮 千春（わかみや ちはる）
声 - 西本りみ
串カツやの看板娘。
美濃 周子（みの しゅうこ）
声 - 進藤あまね
飛び級の天才少女。

#### ⁂（アステリズム）
猫ヶ洞 青（ねこがほら あお）
声 - 成海瑠奈（2021年まで）→各務華梨（2022年以降）
無口で研究熱心なマッドサイエンティスト。
春日井 梢（かすがい こずえ）
声 - 佐伯伊織
ミステリアスな雰囲気。
岡崎 育未（おかざき いくみ）
声 - 尾崎由香
星が好きなロマンチスト。

### セントパンダ女学院

#### トReニティ
藤堂 圭（とうどう けい）
声 - 小山百代
有に依存しており、24時間体制で連絡を取り合っている。
学生寮では京と同室。
愛染 京（あいぜん みやこ）
声 - 遠野ひかる
品行方正な優等生。
学生寮では圭と同室。
桜木 雪（さくらぎ ゆき）
声 - 岩田陽葵
剣道部に所属しており、食べることが大好き。
学生寮では沙希と同室。

#### ヴィーナス
鳥越 樹里（とりごえ じゅり）
声 - 大塚紗英
ネットで覆面ミュージシャンとして活動している。
学生寮では豊と同室。
駒形 豊（こまがた ゆたか）
声 - 三村遙佳
ごく普通の生活をしている庶民派。
学生寮では樹里と同室。
寿 沙希（ことぶき さき）
声 - 葉月ひまり
謎めいた雰囲気の少女。勉強が苦手。
学生寮では雪と同室。

### その他

#### twinkle♡way
かつて伝説的な活躍をしたプレイヤー。
カンナ
声 - 徳井青空
手羽先高等学校OG。自由奔放。
クルミ
声 - 佐々木未来
セントパンダ女学院OG。知的で温厚。

#### アニメ登場キャラクター
西あすか
声 - 西明日香
Reバースフェスサイン会に登壇したイラストレーター。
白上フブキ
声 - 白上フブキ
特別編ゲスト。ホロライブ所属Vtuber。

## 動画配信
プロジェクトの始動に先立ち、2019年8月15日よりYouTubeに公式チャンネルを開設。対戦動画、パックの開封といった商品の紹介をアップロードしている。また、各種発表会のアーカイブ配信や出演キャストによる生放送番組『りばなま』の配信、翌年1月より放送が開始されたショートアニメ『りばあす』（後述）の期間限定公開を行っている。
りばなま
| #  | 配信日         | 出演者                           | 備考                                   |
| -- | -------------- | -------------------------------- | -------------------------------------- |
| 1  | 2020年2月29日  | 西尾夕香、西本りみ、進藤あまね   |                                        |
| 2  | 2020年3月4日   | 西尾、進藤、遠野ひかる           |                                        |
| 3  | 2020年3月14日  | 成海瑠奈、佐伯伊織、尾崎由香     |                                        |
| 4  | 2020年3月23日  | 大塚紗英、三村遙佳、葉月ひまり   |                                        |
| 5  | 2020年3月25日  | 遠野、岩田陽葵、三村             |                                        |
| 6  | 2020年3月28日  | 西本、成海、佐伯                 |                                        |
| 7  | 2020年4月1日   | 西本、小山百代、岩田             |                                        |
| 8  | 2020年4月4日   | 遠野、三村、葉月                 |                                        |
| 9  | 2020年4月11日  | 成海、佐伯、葉月                 |                                        |
| 10 | 2020年4月18日  | 西尾、岩田                       |                                        |
| *  | 2020年4月23日  | 西尾、西本                       | ブシロードリモートファイト (BRF) 第1回 |
| 11 | 2020年4月25日  | 成海、小山                       |                                        |
| *  | 2020年5月9日   | 進藤、遠野                       | BRF第2回                               |
| *  | 2020年5月23日  | 成海、佐伯                       | BRF第3回                               |
| 13 | 2020年5月27日  | 西本、遠野                       |                                        |
| *  | 2020年6月20日  | 西本、成海                       | BRF第4回                               |
| 14 | 2020年6月24日  | 西尾、三村                       |                                        |
| 15 | 2020年7月24日  | 西尾、西本                       | BCF特別編                              |
| *  | 2020年8月1日   | 西本、遠野                       |                                        |
| *  | 2021年2月17日  | 西尾、進藤、御園結唯、冬守しずく |                                        |
| *  | 2021年3月3日   | 西本、服巻有香、冬守             |                                        |
| *  | 2021年3月17日  | 西尾、大塚、御園、服巻           |                                        |
| *  | 2021年3月31日  | 西尾、御園、冬守                 |                                        |
| *  | 2021年4月14日  | 佐伯、御園、服巻                 |                                        |
| *  | 2021年4月28日  | 進藤、御園、服巻                 |                                        |
| *  | 2021年5月4日   | 西尾、佐伯、岩田、三村           | Reバースフェス2021オンライン           |
| *  | 2021年5月26日  | 西尾、御園、服巻                 |                                        |
| *  | 2021年6月23日  | 西尾、鳴海、御園                 |                                        |
| *  | 2021年7月21日  | 西尾、鳴海、御園                 |                                        |
| *  | 2021年8月18日  | 西尾、佐伯、御園                 |                                        |
| *  | 2021年9月15日  | 西尾、佐伯、御園                 |                                        |
| *  | 2021年9月24日  | 西尾、小山、御園                 |                                        |
| *  | 2021年10月27日 | 西尾、佐伯、御園                 |                                        |
| *  | 2021年11月24日 | 西尾、尾崎、御園                 |                                        |
| *  | 2021年12月17日 | 西尾                             |                                        |
| *  | 2022年1月28日  | 西尾                             |                                        |
| *  | 2022年2月26日  | 西尾、岩田、大塚                 |                                        |
| *  | 2022年3月18日  | 西尾、各務、小山                 |                                        |
| *  | 2022年4月25日  | 三村                             |                                        |
| *  | 2022年5月9日   | 西尾、中野たむ                   | 中野たむはSTARDOMからのゲスト          |
| *  | 2022年5月23日  | 西尾、小山                       |                                        |
| *  | 2022年6月6日   | 佐伯、葉月、中野たむ             | 中野たむはSTARDOMからのゲスト          |
| *  | 2022年6月20日  | 西尾、小山                       |                                        |
| *  | 2022年7月2日   | 西尾、各務、ジュリア             | ジュリアはSTARDOMからのゲスト          |
| *  | 2022年7月18日  | 西尾                             |                                        |
| *  | 2022年8月1日   | 西尾、葉月                       |                                        |
| *  | 2022年8月15日  | 小山、三村                       |                                        |
| *  | 2022年8月29日  | 西尾                             |                                        |
| *  | 2022年9月12日  | 西尾                             |                                        |
| *  | 2022年9月26日  | 西尾、小山                       |                                        |
| *  | 2022年10月10日 | 佐伯                             |                                        |
| *  | 2022年10月24日 | 小山、葉月                       |                                        |
| *  | 2022年11月7日  | 葉月                             |                                        |
| *  | 2022年11月21日 | 小山、葉月                       |                                        |

## ラジオ
『ReバースRADIO〜修行編〜』のタイトルで2019年10月8日より響 - HiBiKi Radio Station -にて配信中。パーソナリティはカンナ役の徳井青空とクルミ役の佐々木未来。2020年5月25日より『りばらじ』と改題しパーソナリティは東山有役の西尾夕香に交代する。
ゲスト
修行編
- 小山百代（第1、2回）
- 成海瑠奈（第3、4回）
- 大塚紗英（第5回）
- 岩田陽葵（第6、7回）
- 尾崎由香（第8、9回）
- 遠野ひかる（第10、11回）
- 西本りみ（第14、23回）
- 葉月ひまり（第15、16回）
- 佐伯伊織（第17回）
- 三村遙佳（第19、20回）
- 西尾夕香（第21、22、28回）
- 進藤あまね（第25、26回）

りばらじ
- 西本りみ（第2、3回）
- 進藤あまね（第2、3回）
- 遠野ひかる（第4、5回）
- 岩田陽葵（第4、5回）
- 大塚紗英（第6、7回）
- 三村遙佳（第6、7回）
- 尾崎由香（第8、9回）
- 佐伯伊織（第8、9回）
- 葉月ひまり（第12回、13回、64回、65回、94回、95回）

## テレビアニメ
『りばあす』のタイトルで、2020年1月5日から2021年6月22日までTOKYO MXにて放送。
当初は『月刊ブシロードTV』内にて放送されていたが、2020年7月より放送が『D4DJ TV』内に移動。10月より放送時間が再度変更となり、水曜1時から1時5分（火曜深夜）の単独枠になる。
新型コロナウイルス感染症拡大により、4月の放送回は一部再放送となった。
放送終了の翌週には第50話の放送が予定されていたが、放送当日は第49話の再放送が行われた。この為、第50・51話はYouTubeでの公開となっている。

### スタッフ
- 原作・製作 - ブシロード
- 原作・キャラクター原案・シリーズ構成 - 西あすか
- 製作総指揮 - 木谷高明
- 監督 - 吉岡忍
- シリーズ構成 - 前川淳（第26 - 37話）
- キャラクターデザイン - 高田謡子
- 美術監督 - 李書九（プロダクションSAKO[10]）
- 撮影監督 - 松本乃吾
- 編集 - 鍛冶川一夫
- 3DCG - 山本祐希江
- 音響監督 - 納谷僚介
- 音響制作 - スタジオマウス
- 音楽 - 松田彰人
- 音楽制作 - ブシロードミュージック
- 音楽プロデューサー - 岡田太郎
- プロデューサー - 戸田力良
- アニメーションプロデューサー - 江戸秀州
- アニメーション制作 - ライデンフィルム大阪スタジオ

### 主題歌
「Reバース GO!」
第1-25・32・37・46・48・49話でのメインキャラクター12人によるユニット「鶏とナスの三ツ星シチュー」(第32・46話ではtwinkle♡way、第48話では東山有（声 - 西尾夕香）＆藤堂圭（声 - 小山百代）)の主題歌。作詞はうらん、山口朗彦、作曲・編曲は山口朗彦。
「笑顔でGo Go Go!!!」
第26・30・35・38・39・43・50・51話でのユニット「Go Go しちゅー's!」の主題歌。作詞はうらん、作曲・編曲は山口朗彦。
「エーテルのススメ」
第27・33・42・45話でのユニット「⁂（アステリズム）」の主題歌。作詞・作曲・編曲はやしきん。
「for you for me」
第28・34・36・40・47話でのユニット「トReニティ」の主題歌。作詞はこだまさおり、作曲は山田高弘、編曲は小木岳司と山田高弘。
「Venus Party Tune♪」
第29・31・41・44話でのユニット「ヴィーナス」の主題歌。作詞・作曲はMotokiyo、編曲は菊谷知樹。

### 各話リスト
| 話数   | サブタイトル                          | 脚本              | 絵コンテ | 演出     | 作画監督                   | 総作画監督        | 放送日                     |
| ------ | ------------------------------------- | ----------------- | -------- | -------- | -------------------------- | ----------------- | -------------------------- |
| 第1話  | りばあすな日々のはじまり              | 西あすか          | 吉岡忍   | 吉岡忍   | 高田謡子                   | 高田謡子          | 2020年 1月5日              |
| 第2話  | キャラ紹介のはずだった                | 西あすか          | 吉岡忍   | 吉岡忍   | 高田謡子                   | 高田謡子          | 1月12日                    |
| 第3話  | 千春、受難の日々                      | 西あすか          | 吉岡忍   | 吉岡忍   | 高田謡子                   | 高田謡子          | 1月19日                    |
| 第4話  | 周子は天才中学生                      | 西あすか          | 吉岡忍   | 吉岡忍   | 高田謡子                   | 高田謡子          | 1月26日                    |
| 第5話  | 圭ちゃんはスマホ依存                  | 西あすか          | 吉岡忍   | 吉岡忍   | 高田謡子                   | 高田謡子          | 2月2日                     |
| 第6話  | ハッピー？バレンタインデー            | 西あすか          | 吉岡忍   | 吉岡忍   | 高田謡子                   | 高田謡子          | 2月9日                     |
| 第7話  | 京、電波妨害                          | 西あすか          | 黒田健司 | 黒田健司 | 西真由子                   | 高田謡子          | 2月16日                    |
| 第8話  | 悩み事は梢におまかせ                  | 西あすか          | 黒田健司 | 黒田健司 | 西真由子                   | 高田謡子          | 2月23日                    |
| 第9話  | 禁じられた二度づけ                    | 西あすか          | 黒田健司 | 黒田健司 | 西真由子                   | 高田謡子          | 3月1日                     |
| 第10話 | おへそ注意報                          | 西あすか          | 黒田健司 | 黒田健司 | 西真由子                   | 高田謡子          | 3月8日                     |
| 第11話 | 反復トライアルスタート                | 西あすか          | 黒田健司 | 黒田健司 | 西真由子                   | 高田謡子          | 3月15日                    |
| 第12話 | 同じ空の下で                          | 西あすか          | 黒田健司 | 黒田健司 | 西真由子                   | 高田謡子          | 3月22日                    |
| 第13話 | あたらしい、いつもの日                | 西あすか          | 伊東優一 | 伊東優一 | 西真由子 えびす十三郎      | 西真由子 高田謡子 | 4月5日                     |
| 第14話 | ドキドキ開封の儀LIVE                  | 西あすか          | 吉岡忍   | 吉岡忍   | 高田謡子                   | 高田謡子          | 4月19日                    |
| 第15話 | 用法・用量を守って正しく使おう        | 赤尾でこ          | 伊東優一 | 伊東優一 | 高田謡子 中野良一 古泉竜五 | 高田謡子          | 5月17日                    |
| 第16話 | 放課後の攻防                          | 赤尾でこ          | 伊東優一 | 伊東優一 | 高田謡子 西真由子 東美帆   | 高田謡子          | 5月31日                    |
| 第17話 | みんなで行こう Reバースフェス         | 西あすか 赤尾でこ | 黒田健司 | 黒田健司 | 西真由子                   | 高田謡子          | 7月31日                    |
| 第18話 | 全力！ Reバースフェス                 | 西あすか          | 黒田健司 | 黒田健司 | 西真由子                   | 高田謡子          | 8月7日                     |
| 第19話 | セントパンダ女学院の休日              | 西あすか          | 原博     | 原博     | 古泉竜五                   | 高田謡子          | 8月14日                    |
| 第20話 | スター凱旋は突然に                    | 西あすか          | 黒田健司 | 伊東優一 | 西真由子                   | 高田謡子          | 8月28日                    |
| 第21話 | 分別はおまちがいなく                  | 遠藤大礎          | 原博     | 原博     | 古泉竜五 西真由子 高田謡子 | 高田謡子          | 9月4日                     |
| 第22話 | 豊とたのしいアルバイト                | 西あすか          | 伊東優一 | 伊東優一 | 内村瞳子                   | 高田謡子          | 9月11日                    |
| 第23話 | 青vs周子 超頭脳アルティメットファイト | 西あすか 堀井敦生 | 黒田健司 | 黒田健司 | 西真由子                   | 高田謡子          | 9月18日                    |
| 第24話 | 有からの手紙                          | 西あすか          | 吉岡忍   | 黒田健司 | 西真由子                   | 高田謡子          | 9月25日                    |
| 第25話 | 特別編 ヴァーチャルとの遭遇           | 西あすか          | 吉岡忍   | 山崎立士 | 柑原豆真                   | -                 | 8月21日                    |
| 第26話 | 2分でわかる?? Reバース                | 西あすか          | 黒田健司 | 黒田健司 | 西真由子                   | 高田謡子          | 10月7日                    |
| 第27話 | 星の名は                              | 冨田頼子          | 伊東優一 | 伊東優一 | 高田謡子                   | 高田謡子          | 10月14日                   |
| 第28話 | 音量に気をつけて                      | 前川淳            | 黒田健司 | 黒田健司 | 西真由子                   | 高田謡子          | 10月21日                   |
| 第29話 | ある静かな日                          | 松田恵理子        | 吉岡忍   | 伊東優一 | 西真由子                   | 高田謡子          | 10月28日                   |
| 第30話 | トリック オア Reバース！              | 前川淳            | 伊東優一 | 伊東優一 | 高田謡子 西真由子          | 高田謡子          | 11月4日                    |
| 第31話 | 豊と圭のないしょ話                    | 冨田頼子          | 黒田健司 | 黒田健司 | 西真由子                   | 高田謡子          | 11月11日                   |
| 第32話 | カンナの家出                          | 松田恵理子        | 吉岡忍   | 伊東優一 | 柑原豆真 高田謡子          | -                 | 11月18日                   |
| 第33話 | 青は研究熱心                          | 前川淳            | 吉岡忍   | 黒田健司 | 西真由子                   | 高田謡子          | 11月25日                   |
| 第34話 | 清く正しくホロライブ                  | 西あすか          | 吉岡忍   | 伊東優一 | 高田謡子                   | 高田謡子          | 12月2日                    |
| 第35話 | 放課後全力疾走！                      | 冨田頼子          | 黒田健司 | 黒田健司 | 西真由子                   | 高田謡子          | 12月9日                    |
| 第36話 | 雪が名古屋にやってきた                | 松田恵理子        | 伊東優一 | 伊東優一 | 西真由子 高田謡子          | 高田謡子          | 12月16日                   |
| 第37話 | ゆくReバース くるReバース             | 西あすか          | 吉岡忍   | 黒田健司 | 西真由子 高田謡子          | 高田謡子          | 12月23日                   |
| 第38話 | 君とまた、会うために                  | 西あすか          | 吉岡忍   | 伊東優一 | 西真由子 高田謡子          | 高田謡子          | 2021年 4月6日              |
| 第39話 | Reバースしないと出られない部屋        | 西あすか          | 黒田健司 | 黒田健司 | 西真由子                   | 高田謡子          | 4月13日                    |
| 第40話 | 私達の三位一体                        | 西あすか          | 吉岡忍   | 黒田健司 | 西真由子                   | 高田謡子          | 4月20日                    |
| 第41話 | ヴィーナスと不思議な扉                | 西あすか          | 伊東優一 | 伊東優一 | 高田謡子 西真由子          | 高田謡子          | 4月27日                    |
| 第42話 | 運命の化学反応                        | 西あすか          | 吉岡忍   | 黒田健司 | 西真由子                   | 高田謡子          | 5月4日                     |
| 第43話 | カンナとクルミのお気に入り            | 西あすか          | 吉岡忍   | 伊東優一 | 高田謡子                   | 高田謡子          | 5月11日                    |
| 第44話 | はじまりのハーモニー                  | 西あすか          | 吉岡忍   | 黒田健司 | 西真由子 高田謡子          | 高田謡子          | 5月18日                    |
| 第45話 | わくわくショップ大会                  | 西あすか          | 黒田健司 | 黒田健司 | 西真由子 高田謡子          | 高田謡子          | 5月25日                    |
| 第46話 | 伝説の一歩前                          | 西あすか          | 吉岡忍   | 伊東優一 | 西真由子 高田謡子          | 高田謡子          | 6月1日                     |
| 第47話 | セントパンダ女学院の怪談              | 西あすか          | 伊東優一 | 伊東優一 | 西真由子 高田謡子          | 高田謡子          | 6月8日                     |
| 第48話 | いつでも、また会える                  | 西あすか          | 吉岡忍   | 黒田健司 | 西真由子 高田謡子          | 高田謡子          | 6月15日                    |
| 第49話 | Reバース温泉合宿                      | 西あすか          | 吉岡忍   | 伊東優一 | 西真由子 高田謡子          | 高田謡子          | 6月22日                    |
| 第50話 | 有vsグレート-O-カーン（前編）         | 西あすか          | 吉岡忍   | 吉岡忍   | 高田謡子                   | 高田謡子          | 2022年 6月15日 （YouTube） |
| 第51話 | 有vsグレート-O-カーン（後編）         | 西あすか          | 吉岡忍   | 吉岡忍   | 西真由子                   | 高田謡子          | 7月16日 （YouTube）        |